# گورنو پاولیکنه
گورنو پاولیکنه (به بلغاری: Gorno Pavlikene) یک منطقهٔ مسکونی در بلغارستان است که در شهرستان لووچ واقع شده‌است.